# خورخي غيريرو
خورخي غيريرو (بالإسبانية: Jorge Guerrero Ortiz)‏ هو مدرب كرة قدم ولاعب كرة قدم باراغواياني، ولد في 17 أكتوبر 1988 في باراغواي.

## وصلات خارجية
- خورخي غيريرو على موقع قاعدة بيانات كرة القدم.إي يو (الإنجليزية)
- خورخي غيريرو على موقع Soccerway.com (الإنجليزية)